# Panamerikanische Spiele 1955/Leichtathletik
Bei den Panamerikanischen Spielen 1955 in Mexiko-Stadt (Mexiko) wurden in der Leichtathletik 29 Wettbewerbe ausgetragen, davon 22 für Männer und sieben für Frauen.

## Männer

### 100-Meter-Lauf
| Platz | Athlet          | Land | Zeit (s) |
| ----- | --------------- | ---- | -------- |
| 1     | Rod Richard     | USA  | 10,3     |
| 2     | Mike Agostini   | TRI  | 10,4     |
| 3     | Willie Williams | USA  | 10,4     |
| 4     | Keith Gardner   | JAM  | 10,5     |
| 5     | Rafael Fortún   | CUB  | 10,6     |

### 200-Meter-Lauf
| Platz | Athlet                   | Land | Zeit (s) |
| ----- | ------------------------ | ---- | -------- |
| 1     | Rod Richard              | USA  | 20,94    |
| 2     | Charles Thomas           | USA  | 21,42    |
| 3     | José Telles da Conceição | BRA  | 21,66    |
| 4     | Mike Agostini            | TRI  | 21,67    |
| 5     | Bruce Springbett         | CAN  | 22,14    |

### 400-Meter-Lauf
| Platz | Athlet          | Land | Zeit (s) |
| ----- | --------------- | ---- | -------- |
| 1     | Lou Jones       | USA  | 45,68    |
| 2     | Jim Lea         | USA  | 45,78    |
| 3     | Jesse Mashburn  | USA  | 46,44    |
| 4     | Frank Rivera    | PUR  | 48,37    |
| 5     | Melville Spence | JAM  | 48,84    |

### 800-Meter-Lauf
| Platz | Athlet             | Land | Zeit (min) |
| ----- | ------------------ | ---- | ---------- |
| 1     | Arnie Sowell       | USA  | 1:49,86    |
| 2     | Lonnie Spurrier    | USA  | 1:50,51    |
| 3     | Ramón Sandoval     | CHI  | 1:52,52    |
| 4     | Mal Whitfield      | USA  | 1:52,66    |
| 5     | Juan Miranda       | ARG  | 1:53,31    |
| 6     | Argemiro Roque     | BRA  | 1:53,98    |
| 7     | Evelio Planas      | CUB  | 1:57,69    |
| 8     | Waldomiro Monteiro | BRA  | 1:57,74    |

### 1500-Meter-Lauf
| Platz | Athlet          | Land | Zeit (min) |
| ----- | --------------- | ---- | ---------- |
| 1     | Juan Miranda    | ARG  | 3:53,30    |
| 2     | Wes Santee      | USA  | 3:53,44    |
| 3     | Fred Dwyer      | USA  | 3:56,04    |
| 4     | Bob McMillen    | USA  | 4:04,74    |
| 5     | Guillermo Solá  | CHI  | 4:06,67    |
| 6     | Filemón Camacho | VEN  | 4:08,0     |

### 5000-Meter-Lauf
| Platz | Athlet              | Land | Zeit (min) |
| ----- | ------------------- | ---- | ---------- |
| 1     | Osvaldo Suárez      | ARG  | 15:30,6    |
| 2     | Horace Ashenfelter  | USA  | 15:31,4    |
| 3     | Jaime Correa        | CHI  | 15:39,2    |
| 4     | Gordon McKenzie     | USA  | 15:51,8    |
| 5     | Francisco Hernández | MEX  | 16:02,4    |
| 6     | Jesús González      | MEX  | 16:25,4    |
| 7     | Isidoro Reséndiz    | MEX  |            |
| 8     | Edgard Freire       | BRA  |            |

### 10.000-Meter-Lauf
| Platz | Athlet              | Land | Zeit (min) |
| ----- | ------------------- | ---- | ---------- |
| 1     | Osvaldo Suárez      | ARG  | 32:42,6    |
| 2     | Vicente Sánchez     | MEX  | 33:00,4    |
| 3     | Jaime Correa        | CHI  | 33:42,6    |
| 4     | Francisco Hernández | MEX  | 33:49,8    |
| 5     | Cruz Serrano        | MEX  | 34:35,6    |
| 6     | Doroteo Flores      | GUA  | 35:10,8    |
| 7     | Guillermo Rojas     | GUA  |            |
| 8     | Matías Vallejos     | PAR  |            |

### Marathon
| Platz | Athlet            | Land | Zeit (h) |
| ----- | ----------------- | ---- | -------- |
| 1     | Doroteo Flores    | GUA  | 2:59:10  |
| 2     | Onésimo Rodríguez | MEX  | 3:02:22  |
| 3     | Luis Velásquez    | GUA  | 3:05:26  |
| 4     | Galdino Ramírez   | MEX  | 3:10:14  |
| 5     | Barry Lush        | CAN  | 3:17:54  |
| 6     | George Norman     | CAN  | 3:45:40  |

19. März

### 110-Meter-Hürdenlauf
| Platz | Athlet             | Land | Zeit (min) |
| ----- | ------------------ | ---- | ---------- |
| 1     | Jack Davis         | USA  | 14,44      |
| 2     | Keith Gardner      | JAM  | 14,74      |
| 3     | Evaristo Iglesias  | CUB  | 14,94      |
| 4     | Samuel Anderson    | CUB  | 14,95      |
| 5     | Teófilo Davis Bell | VEN  | 15,33      |
| 6     | Wilson Carneiro    | BRA  | 16,65      |

### 400-Meter-Hürdenlauf
| Platz | Athlet          | Land | Zeit (s) |
| ----- | --------------- | ---- | -------- |
| 1     | Josh Culbreath  | USA  | 51,5     |
| 2     | Jaime Aparicio  | COL  | 51,8     |
| 3     | Wilson Carneiro | BRA  | 53,0     |
| 4     | Amadeo Francis  | PUR  | 53,9     |
| 5     | Juan Leiva      | VEN  | 54,7     |
| 6     | Oscar Fernández | MEX  | 55,1     |

### 3000-Meter-Hindernislauf
| Platz | Athlet           | Land | Zeit (min) |
| ----- | ---------------- | ---- | ---------- |
| 1     | Guillermo Solá   | CHI  | 09:46,8    |
| 2     | Santiago Novas   | CHI  | 09:50,4    |
| 3     | Eligio Galicia   | MEX  | 09:54,2    |
| 4     | Edgard Mitt      | BRA  | 10:04,6    |
| 5     | Luciano Gómez    | MEX  | 10:14,0    |
| 6     | Ezequiel García  | MEX  | 10:27,2    |
| 7     | Víctorio Solares | GUA  |            |

### 4-mal-100-Meter-Staffel
| Platz | Land                    | Athleten                                                      | Zeit (s) |
| ----- | ----------------------- | ------------------------------------------------------------- | -------- |
| 1     | Vereinigte Staaten      | Rod Richard Willie Williams Charles Thomas John Bennett       | 40,96    |
| 2     | Venezuela               | Clive Bonas Guillermo Gutiérrez Apolinar Solórzano Juan Leiva | 41,36    |
| 3     | Mexiko                  | Sergio Higuera Javier Souza René Ahumada Alberto Goya         | 41,94    |
| 4     | Argentinien             |                                                               | 42,12    |
| 5     | Kanada                  |                                                               | 42,24    |
| 6     | Dominikanische Republik |                                                               | 42,64    |
| 7     | Kuba                    |                                                               |          |

### 4-mal-400-Meter-Staffel
| Platz | Land               | Athleten                                                        | Zeit (min) |
| ----- | ------------------ | --------------------------------------------------------------- | ---------- |
| 1     | Vereinigte Staaten | Jesse Mashburn Lonnie Spurrier Jim Lea Lou Jones                | 3:07,43    |
| 2     | Jamaika            | Allan Moore Richard Stick Keith Gardner Melville Spence         | 3:12,63    |
| 3     | Venezuela          | Juan Leiva Guillermo Gutiérrez Evaristo Edie Apolinar Solórzano | 3:15,93    |
| 4     | Puerto Rico        |                                                                 | 3:16,38    |
| 5     | Brasilien          |                                                                 | 3:16,71    |
| 6     | Kolumbien          |                                                                 | 3:20,08    |
| 7     | Mexiko             |                                                                 | 3:21,42    |

### Hochsprung
| Platz | Athlet                   | Land | Höhe (m) |
| ----- | ------------------------ | ---- | -------- |
| 1     | Ernie Shelton            | USA  | 2,01     |
| 2     | Herman Wyatt             | USA  | 2,01     |
| 3     | José Telles da Conceição | BRA  | 1,91     |
| 4     | Ernesto Lagos            | CHI  | 1,89     |
| 5     | Roberto López            | CUB  | 1,86     |
| 6     | Gaspar Vigo              | PUR  | 1,86     |
| 7     | Teófilo Davis Bell       | VEN  | 1,81     |
| 8     | Ramón López              | CUB  | 1,81     |

### Stabhochsprung
| Platz | Athlet          | Land | Höhe (m) |
| ----- | --------------- | ---- | -------- |
| 1     | Bob Richards    | USA  | 4,50     |
| 2     | Bobby Smith     | USA  | 4,30     |
| 3     | Don Laz         | USA  | 4,30     |
| 4     | Fausto de Souza | BRA  | 4,00     |
| 5     | Jorge Aguilera  | MEX  | 3,90     |
| 6     | Brígido Iriarte | VEN  | 3,60     |

### Weitsprung
| Platz | Athlet           | Land | Weite (m) |
| ----- | ---------------- | ---- | --------- |
| 1     | Rosslyn Range    | USA  | 8,03      |
| 2     | John Bennett     | USA  | 8,01      |
| 3     | Ary de Sá        | BRA  | 7,84      |
| 4     | Carlos Vera      | CHI  | 7,49      |
| 5     | Aldo Zuccolillo  | PAR  | 7,39      |
| 6     | Claudio Cabreja  | CUB  | 7,30      |
| 7     | Víctor Hernández | CUB  | 7,22      |
| 8     | Fermín Donazar   | URU  | 7,11      |

### Dreisprung
| Platz | Athlet           | Land | Weite (m) |
| ----- | ---------------- | ---- | --------- |
| 1     | Adhemar da Silva | BRA  | 16,56     |
| 2     | Asnoldo Devonish | VEN  | 16,13     |
| 3     | Víctor Hernández | CUB  | 15,60     |
| 4     | Carlos Vera      | CHI  | 15,30     |
| 5     | Claudio Cabreja  | CUB  | 15,00     |
| 6     | Willie Hollie    | USA  | 14,96     |
| 7     | Fermín Donazar   | URU  | 14,34     |
| 8     | Alberto Lemus    | COL  | 13,98     |

### Kugelstoßen
| Platz | Athlet          | Land | Weite (m) |
| ----- | --------------- | ---- | --------- |
| 1     | Parry O’Brien   | USA  | 17,59     |
| 2     | Fortune Gordien | USA  | 15,98     |
| 3     | Marty Engel     | USA  | 14,62     |
| 4     | John Pavelich   | CAN  | 14,24     |
| 5     | Eduardo Adriana | AHO  | 13,34     |
| 6     | Rafael Trompiz  | VEN  | 12,79     |

### Diskuswurf
| Platz | Athlet             | Land | Weite (m) |
| ----- | ------------------ | ---- | --------- |
| 1     | Fortune Gordien    | USA  | 53,10     |
| 2     | Parry O’Brien      | USA  | 51,07     |
| 3     | Hernán Haddad      | CHI  | 47,14     |
| 4     | Pedro Ucke         | ARG  | 42,99     |
| 5     | Mauricio Rodríguez | VEN  | 40,78     |
| 6     | John Pavelich      | CAN  | 37,57     |

### Hammerwurf
| Platz | Athlet            | Land | Weite (m) |
| ----- | ----------------- | ---- | --------- |
| 1     | Bob Backus        | USA  | 54,91     |
| 2     | Marty Engel       | USA  | 53,36     |
| 3     | Elbio Porta       | ARG  | 51,45     |
| 4     | Alejandro Díaz    | CHI  | 50,56     |
| 5     | Arturo Melcher    | CHI  | 49,60     |
| 6     | Walter Kupper     | BRA  | 49,35     |
| 7     | Francisco Fragoso | MEX  | 45,96     |

### Speerwurf
| Platz | Athlet          | Land | Weite (m) |
| ----- | --------------- | ---- | --------- |
| 1     | Bud Held        | USA  | 69,77     |
| 2     | Ricardo Héber   | ARG  | 66,15     |
| 3     | Reinaldo Oliver | PUR  | 65,56     |
| 4     | Carlos Fajer    | MEX  | 61,84     |
| 5     | Brígido Iriarte | VEN  | 56,29     |
| 6     | Alberto Vera    | MEX  | 53,97     |

### Zehnkampf
| Platz | Athlet          | Land | Punkte |
| ----- | --------------- | ---- | ------ |
| 1     | Rafer Johnson   | USA  | 6994   |
| 2     | Bob Richards    | USA  | 6886   |
| 3     | Hernán Figueroa | CHI  | 5740   |
| 4     | Brígido Iriarte | VEN  | 5253   |
| 5     | Carlos Vera     | CHI  | 4365   |
| 6     | Javier González | MEX  | 4108   |

## Frauen

### 60-Meter-Lauf
| Platz | Athletin         | Land | Zeit (s) |
| ----- | ---------------- | ---- | -------- |
| 1     | Bertha Díaz      | CUB  | 7,5      |
| 2     | Isabelle Daniels | USA  | 7,6      |
| 3     | Mabel Landry     | USA  | 7,6      |
| 4     | Gladys Erbetta   | ARG  | 7,7      |
| 5     | Mae Faggs        | USA  | 7,7      |
| 6     | Deyse de Castro  | BRA  | 7,7      |

### 100-Meter-Lauf
| Platz | Athletin             | Land | Zeit (s) |
| ----- | -------------------- | ---- | -------- |
| 1     | Barbara Jones        | USA  | 11,90    |
| 2     | Mae Faggs            | USA  | 12,07    |
| 3     | María Luisa Castelli | ARG  | 12,38    |
| 4     | Alfrances Lyman      | USA  | 12,42    |
| 5     | Lilián Heinz         | ARG  | 12,51    |

### 80-Meter-Hürdenlauf
| Platz | Athletin         | Land | Zeit (s) |
| ----- | ---------------- | ---- | -------- |
| 1     | Eliana Gaete     | CHI  | 11,7     |
| 2     | Bertha Díaz      | CUB  | 11,8     |
| 3     | Wanda dos Santos | BRA  | 11,8     |
| 4     | Gwen Hobbins     | CAN  | 11,9     |
| 5     | Barbara Mueller  | USA  | 11,9     |
| 6     | Connie Darnowski | USA  | 12,0     |

### 4-mal-100-Meter-Staffel
| Platz | Land               | Athletinnen                                                    | Zeit (s) |
| ----- | ------------------ | -------------------------------------------------------------- | -------- |
| 1     | Vereinigte Staaten | Barbara Jones Isabelle Daniels Mae Faggs Mabel Landry          | 47,12    |
| 2     | Argentinien        | Lilián Heinz Lilián Buglia María Luisa Castelli Gladys Erbetta | 47,27    |
| 3     | Chile              | Elda Selamé Eliana Gaete Teresa Venegas Beatriz Kretschmer     | 49,49    |
| 4     | Mexiko             |                                                                | 51,33    |

### Hochsprung
| Platz | Athletin          | Land | Höhe (m) |
| ----- | ----------------- | ---- | -------- |
| 1     | Mildred McDaniel  | USA  | 1,685    |
| 2     | Deyse de Castro   | BRA  | 1,59     |
| 3     | Verneda Thomas    | USA  | 1,59     |
| 4     | Jeanette Cantrell | USA  | 1,56     |
| 5     | Alice Whitty      | CAN  | 1,56     |
| 6     | Delia Díaz        | URU  | 1,56     |
| 7     | Elizabeth Müller  | BRA  | 1,45     |
| 8     | Margarita Kabsch  | MEX  | 1,35     |

### Diskuswurf
| Platz | Athletin            | Land | Weite (m) |
| ----- | ------------------- | ---- | --------- |
| 1     | Ingeborg Pfüller    | ARG  | 43,19     |
| 2     | Isabel Avellán      | ARG  | 40,06     |
| 3     | Alejandrina Herrera | CUB  | 38,00     |
| 4     | Lili Schluter       | MEX  | 37,43     |
| 5     | Jackie MacDonald    | CAN  | 37,33     |
| 6     | Marjorie Larney     | USA  | 34,97     |
| 7     | Marie Dupree        | CAN  | 34,87     |
| 8     | Pamela Kurrell      | USA  | 34,60     |

### Speerwurf
| Platz | Athletin          | Land | Weite (m) |
| ----- | ----------------- | ---- | --------- |
| 1     | Karen Anderson    | USA  | 49,15     |
| 2     | Estrella Puente   | URU  | 43,43     |
| 3     | Amelia Wershoven  | USA  | 43,06     |
| 4     | Marjorie Larney   | USA  | 40,52     |
| 5     | Carmen Venegas    | CHI  | 40,10     |
| 6     | Anneliese Schmidt | BRA  | 39,14     |
| 7     | Berta Chiú        | MEX  | 36,69     |
| 8     | Rosa Gudiño       | MEX  | 34,56     |